# Eukoenenia paulinae
Eukoenenia paulinae is een spinnensoort in de taxonomische indeling van de Palpigradi.
Het dier komt uit het geslacht Eukoenenia. Eukoenenia paulinae werd in 1994 beschreven door Condé.